# アッピウス・クラウディウス・プルケル (紀元前212年の執政官)
アッピウス・クラウディウス・プルケル（ラテン語: Appius Claudius Pulcher、 ? - 紀元前211年）は、第二次ポエニ戦争期の共和政ローマの政務官。紀元前212年にコンスル（執政官）に選出された。父と3人の息子も皆執政官である。

## 経歴
紀元前217年、パトリキ（貴族）が就任するアエディリス・クルリスに選出されたと思われる。翌年ローマはカンナエの戦いでハンニバルに敗れるが、その後プルケルはトリブヌス・ミリトゥムとして第三軍団を預かった。
紀元前215年にプラエトルに就任、ハンノ・ボミルカルが増援を率いてロクリに上陸したとの情報を得て奇襲を試みるも入れ違いとなった。その後シキリアで指揮を執るが、代替わりしたシュラクサイのヒエロニムスはハンニバルに使者を送った。これを聞いたプルケルは、ヒエロニムスに祖父ヒエロン2世の代からの同盟更新の使者を送ったものの一笑に付され、「君たちはカンナエでどんな幸運に恵まれたのかね？」と冗談交じりに尋ねられた。使者たちは「あなたが真剣に使節を遇することを覚えたらまた来ましょう。くれぐれも軽々に同盟を破棄しないよう。これは警告ですぞ」と言い残して去ったという。結局ヒエロニムスはカルタゴとの同盟を選んだ。
紀元前214年もプロプラエトルとして執政官マルクス・クラウディウス・マルケッルスが到着するまでシキリア東部で指揮を執り、合流後はレオンティウム（現レンティーニ）を攻撃した。さらにその翌年にはマルケッルスが作戦行動中にシュラクサイ包囲戦 (紀元前214年-紀元前212年)で指揮を執り、執政官選挙に立候補するため一時帰国した。
紀元前212年にコンスルに選ばれ、同僚のクィントゥス・フルウィウス・フラックスとともにベネヴェントゥムの戦い (紀元前212年)を戦う。続けてカプア包囲戦を指揮するが同僚を残して選挙管理のためローマに戻り、翌年もプロコンスルとしてインペリウムを延長された。そしてカプア包囲中にハンニバルと戦闘、カプアはローマに降伏したが、プルケルはこの戦闘で負傷、降伏の前後に没した。ローマに反旗を翻したカプアの報復措置に彼は反対の立場を取っていたと言う。

## 家族
- 父：プブリウス・クラウディウス・プルケル (紀元前249年の執政官)
  - アッピウス・クラウディウス・プルケル
    - 息子：アッピウス・クラウディウス・プルケル (紀元前185年の執政官)
    - 息子：プブリウス・クラウディウス・プルケル (紀元前184年の執政官)
    - 息子：ガイウス・クラウディウス・プルケル (紀元前177年の執政官)